# Río Maro
El río Maro, también conocido como Sungai Merauke y río Merauki, fluye en la regencia de Merauke, Papúa Meridional, Indonesia. Está situado justo al oeste del río Bensbach de la provincia occidental de Papúa Nueva Guinea. 

## Hidrología
El Maro fluye de noreste a suroeste y desemboca en el mar de Arafura. Su longitud total es de 207 km y su anchura oscila entre 48 y 900,1 m. El río sufre fuertes mareas en la mayor parte de su recorrido y sus tramos inferiores se ven afectados por el agua salada. Los principales afluentes son el Obat, también conocido como Oba. Asociado al río hay un complejo sistema de pantanos y brazos muertos de gran importancia para un gran número de aves y reptiles. El río Maro bordea la parte norte del Parque Nacional de Wasur.

## Geografía
El río fluye por la zona sur de Papúa, con un clima predominantemente tropical monzónico (designado como Am en la clasificación climática de Köppen-Geiger). La temperatura media anual en la zona es de 23 °C. El mes más cálido es septiembre, cuando la temperatura media ronda los 26 °C, y el más frío es mayo, con 21 °C. La precipitación media anual es de 2.238 mm. El mes más lluvioso es febrero, con una media de 445 mm, y el más seco agosto, con 29 mm.